# La Garita (Costa Rica)
La Garita è un distretto della Costa Rica facente parte del cantone di Alajuela, nella provincia di Alajuela.